# Ferrières-lès-Ray
Ferrières-lès-Ray là một xã thuộc tỉnh Haute-Saône trong vùng Bourgogne-Franche-Comté phía đông nước Pháp.